# 広雅
『広雅』（こうが）は、三国時代の魏の張揖（ちょうゆう）によって編纂された辞典。『爾雅』の増補版にあたる。
隋の時代に煬帝の名の「広」を避諱して『博雅』と改題されたが、後に『広雅』に戻った。

## 成立
張揖は字を稚譲といい、魏の太和年間に博士であった。著書にはほかに『埤蒼』、『古今字詁』などがあったことが知られるが、いずれも現存しない。
『広雅』は張揖が博士であったときに作られた。張揖の上表文によれば、『爾雅』に集められた訓詁が充分でないので、それを増補したものが『広雅』である。

## 構成
『広雅』は19篇から構成される。篇名とその順序は『爾雅』とまったく同じである。
各篇の中の項目の配列も『爾雅』に従っていることが多い。たとえば冒頭は『爾雅』では
- 初、哉、首、基、肇、祖、元、胎、俶、落、権輿、始也。

となっているが、『広雅』では
- 古、昔、先、創、方、作、造、朔、萌芽、本、根、蘖、鼃、䔞、昌、孟、鼻、業、始也。

となっている。「始」の意をもつ語を並べている点では同じだが、挙げられている語は異なる。